# چارلی جونز (گزارشگر ورزشی)
چارلی جونز (به انگلیسی: Charlie Jones) (۹ نوامبر ۱۹۳۰ - ۱۲ ژوئن ۲۰۰۸) گزارشگر اهل ایالات متحده آمریکا که برای شبکه‌های NBC و ABC فعالیت می‌کرد.

## اوایل زندگی
چارلی جونز در فورت اسمیت(آرکانزاس) متولد شده بود. مدرک کارشناسی خود را در دانشگاه کالیفرنیای جنوبی به دست آورد و به عنوان بازیکن تنیس نیز فعالیت داشت. علاوه بر این، وی دارای مدرک حقوق از دانشگاه آرکنزاس بود و در نیروی هوایی ایالات متحده آمریکا خدمت می‌کرد.

### حرفه رادیو و تلویزیون

#### لیگ فوتبال آمریکایی / لیگ برتر فوتبال ملی
جونز در سال 1960 حرفه گزارشگری ورزش را قبل از استخدام در تیم فوتبال کانزاس سیتی چیفس از رادیو و تلویزیون محلی فورت اسمیت شروع کرد.

#### مرگ
در سال 2008، جونز در خانه شخصی خود در لا هویا در سن 77 سالگی به علت سکته قلبی فوت کرد. همسر ۵۴ ساله‌اش، ان، دو فرزندش چاک و جولی و سه نوه از بازماندگان وی هستند.